# 性工作者
性工作者，有兩種意思：狹義的性工作者是指為他人提供性服務以获得报酬的人，例如妓男与妓女；廣義的性工作者則包含在色情產業中表演性行為的人，例如男性色情演員与女性色情演員。
人們從事性工作的原因是多樣的，有被以暴力所迫，有為生計所迫，受階級壓迫，擺脫貧窮，也有為滿足自身性需求或物質需求而自願從事性工作。在社會上，性工作者的種类和名稱很多，由於許多傳統名稱含有歧視意味，當代便有較中性的「性工作者」一詞被創造來統稱這些人。然而認為性交易是一種暴力與剝削的人則會使用逼良為娼的詞。

## 類型及名稱

### 成年女性賣淫者
一般稱為「妓女」，又稱「娼妓」、「娼婦」、「婊子」等；廣東俗稱為「雞」，「召妓」又稱為「叫雞」，不過大多場合通常叫「小姐」。但是，在《清稗類鈔》中已有記載「野雞」爲妓女的一種。而以「雞」作爲「妓」的稱號是來自上海方言。另外亦根據不同的工作場所和形式有不同稱謂，例如在中國大陸KTV的「三陪」稱呼為「小姐」，在桑拿和洗浴中心工作的则多稱呼為「技師」。
因人們普遍對性工作者的偏見與歧視，「小姐」在中國大陸某些地方的日常生活中逐漸成為禁忌稱呼。由於網絡的發展，中國大陸的性工作者，亦稱為炮友、極品，所進行的性交易，多稱之為探花、尋花、約炮、瀉火。

### 成年男性賣淫者
一般叫「男妓」，又稱「牛郎」。因廣東話俗稱妓女為「雞」的關係，男性性工作者又被稱為「鴨」。臺灣因為「男妓」、「牛郎」等屬於差別用語，多改稱男模，但容易與事實上的「男性模特兒」混淆。
現時於日本發展出較為發達的男妓行業，東京最大的紅燈區新宿的歌舞伎町一番街，有很多很大的廣告牌。廣告牌上印有眾多牛郎的照片以吸引顧客的光臨。牛郎可以有選擇地提供性服務。由於行業的競爭非常殘酷，導致很多人從事該行業的經歷也相當悲慘。其同樣是備受歧視的一個群體。

### 成年跨性別賣淫者
一般稱為「三性公關」，蔑稱「人妖」。

### 未成年賣淫者
未成年性工作者，又稱雛妓或童妓，指一些藉著與其他人發生性行為來賺取金錢的未成年人，原因有部分是被拐賣、被欺騙、賺取金錢、滿足性慾或是分擔家計。未成年人從事性工作在世界多數國家都屬非法。

### 性行為表演者
性行為表演者是指從事色情演出的演員。一般來說，他們演出的作品除了色情片之外，還有各種成人电视节目和寫真集等。

### 反對性工作者
反對性交易合法化以及支持北歐模式（罰嫖不罰娼，罰仲介）的反色情女性主義者、社會女性主義者及基進女性主義者認爲，性工作者出賣「性」的同時已經被剝奪身體自主權，販賣身體並不是一種工作，因此並不會使用「性工作者」一詞，改稱爲「賣性者」或「賣淫者」。。而且人類的選擇多半有環境因素，賣性者也常常是因為貧窮，或階級壓迫與低教育程度從事性交易。因此並不會使用「性工作者」一詞，而使用“賣性者”一詞取代。

### 自願性工作者
2016年法國禁止購買性服務，但不禁止出售性服務。政策目的是在減少性工作者的數量，然而卻遭到的大量的女性抗議，認為法國的政策減少了性工作者的顧客，國際組織表明「沒有可靠的證據」顯示性工作者與人口販運有關。國際人權組織宣稱為了保護性工作者的權利，有必要廢除將性買賣定為刑事犯罪的法律。
性工作除罪化，2002年德國通過了《賣淫法》（Prostitutionsgesetz），將性工作規範為一種服務業，不再受到懲罰。性工作者有權享有社會安全福利（例如健康/失業保險）和勞工退休金。法國於 2016 年修改了有關性工作的立法，然而，性工作者的處境不但沒有受到保護，反而惡化了。性工作者被迫在更危險的條件下工作，有些女性認為將性交易定為犯罪就像將墮胎定為犯罪：它並沒有減少它，它只會使相關個人變得不安全，讓墮胎變成非法活動，墮胎必須尋求密醫，反而更不安全。

## 世界各地现況

### 中國大陸地区
目前受到政府的严令禁止，在法律上屬於違法，但在民间部分地区仍存在"红灯区"，或在不正当经营的KTV或酒吧中有分布。中國大部分女性賣淫者，多為17歲至23歲之間人群，以女大學生，模特為主體。由於網絡的發展，在大陸的賣淫者，常常利用境外的網站，比如Pornhub，SWAG等，發布招標信息，或自建平臺，直接在網上與嫖客進行聯繫，進行議價和地點的安排，這使得中國大陸的性交易，逐漸地下化，使相關國家機關很難查處。

### 歐洲

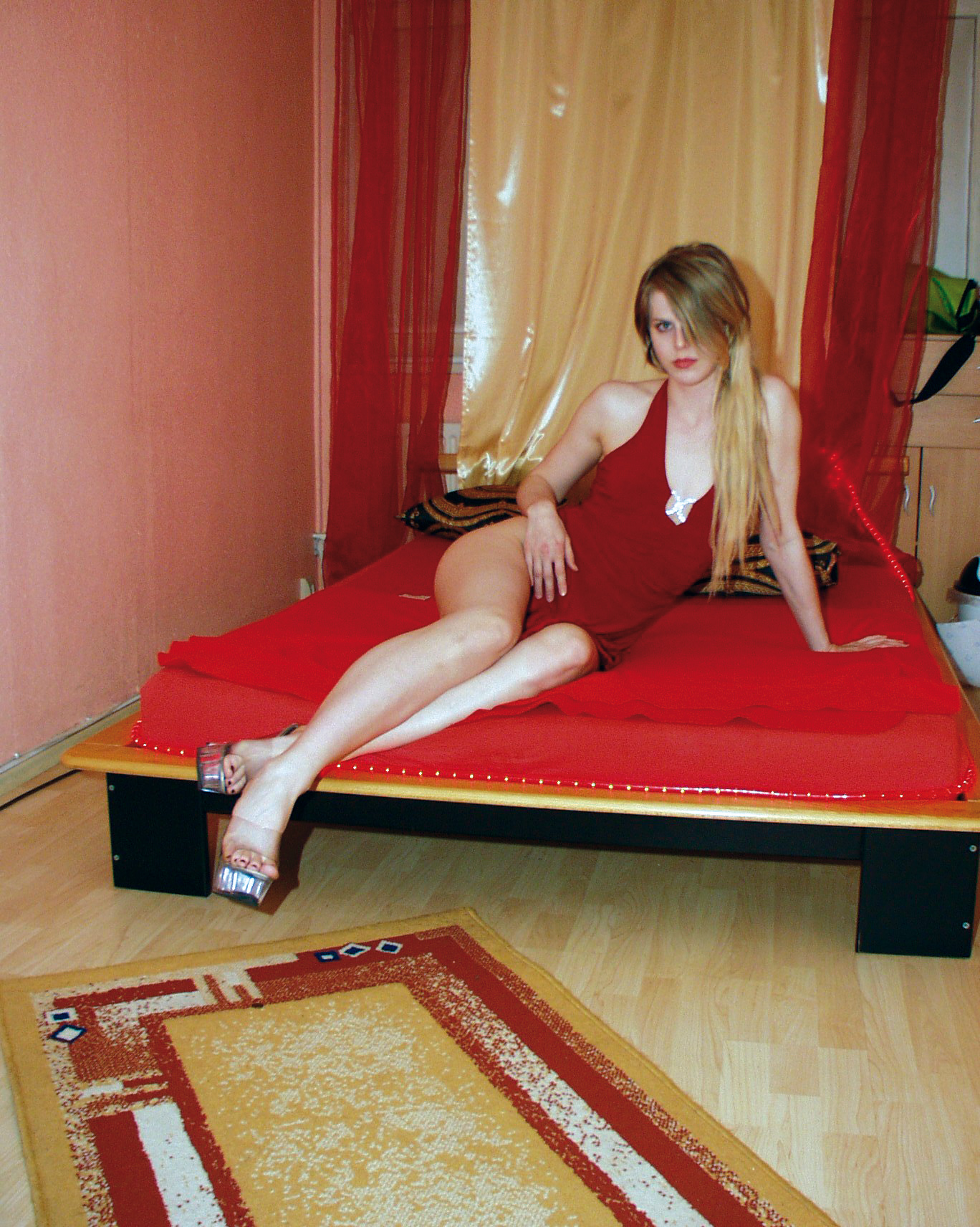
德國的一名女性模特兒扮成性工作者

鑒於有些循非法途徑進入歐洲的移民遭「蛇頭」扣留护照、被逼卖淫，歐洲聯盟将妓女形象印在面值5、10和50欧元的钞票票样上發行（但不做為流通券），以提醒那些企图通过非法途径来欧盟国家工作的人可能付出的代价。

### 引用
1. ↑  《清稗類鈔・娼妓類・上海之妓》:「滬上地隘人稠，租界屋宇，鱗次櫛比。光緒初，大小妓院遂皆集於是，凡三幢兩廂之屋，輒有數妓分居，長三、野雞皆然。……滬上商業中人，於凡營業之未入行者，曰野雞，輕之之辭也。」 （页面存档备份，存于）
2. ↑  《清稗類鈔・方言類・上海方言》:「野雞，雉也，今喻妓之下等者為野雞，以其隨人求合，有類於雉也。」 （页面存档备份，存于）
3. ↑  《二十年目睹之怪現狀・第三回・走窮途忽遇良朋　談仁路初聞怪狀》:「 繼之道：『有一種流娼，上海人叫做野雞。』」 （页面存档备份，存于）
4. ↑  黃淑英. . 《新社會政策》第14期 (台灣女人連線轉載).   [2015-01-17]. （原始内容存档于2016-03-04）.
5. ↑  紀惠容. . 勵馨電子報第560期 (勵馨社會福利基金會).   [2015-01-17]. （原始内容存档于2011-01-08）.
6. ↑  Meghan Murphy,  [賣淫不只是勞動人權議題], Al Jazeera, 2014-08-07  [2015-01-17], （原始内容存档于2019-05-21）
7. ↑  .   [2025-01-06]. （原始内容存档于2025-01-15）.
8. ↑  .   [2025-01-06]. （原始内容存档于2025-05-15）.
9. ↑  .   [2025-01-06]. （原始内容存档于2025-03-21）.
10. ↑  欧盟将妓女形象印上欧元纸币打击卖淫 的存檔，存档日期2012-06-30.